# Brezje pri Tržiču
Brezje pri Tržiču je naselje v Občini Tržič.
- Slika polja pozimi